# Turtle Lake (Wisconsin)
Turtle Lake ist eine Gemeinde (mit dem Status „Village“) im Barron County und zu einem kleineren Teil im Polk County im US-amerikanischen Bundesstaat Wisconsin. Im Jahr 2010 hatte Turtle Lake 1050 Einwohner.

## Geografie
Turtle Lake liegt im Nordwesten Wisconsins, rund 40 km östlich des St. Croix River. Dieser bildet die Grenze Wisconsins zu Minnesota und mündet rund 110 km südwestlich von Turtle Lake in den Mississippi.
Die geografischen Koordinaten von Turtle Lake sind 45°23′40″ nördlicher Breite und 92°08′33″ westlicher Länge. Das Gemeindegebiet erstreckt sich über eine Fläche von 7,8 km². Turtle Lake wird von der Town of Almena und der Town of Turtle Lake im Barron County sowie der Town of Beaver im Polk County umgeben, ohne einer davon anzugehören. 
Nachbarorte von Turtle Lake sind Cumberland (20 km nordöstlich), Almena (10 km östlich) und Clayton (9,3 km südsüdwestlich).
Die nächstgelegenen größeren Städte sind die Twin Cities (Minneapolis und Saint Paul) in Minnesota (112 km südwestlich), Duluth am Oberen See in Minnesota (176 km nördlich), Eau Claire (111 km südöstlich) und Rochester in Minnesota (192 km südlich). Wisconsins Hauptstadt Madison liegt 392 km südöstlich.

## Verkehr
In Turtle Lake treffen die US-Highways 8 und 63 zusammen. Alle weiteren Straßen sind untergeordnete Landstraßen, teils unbefestigte Fahrwege oder innerörtliche Verbindungsstraßen.
In Nordost-Südwest-Richtung führt der Cattail State Trail durch das Gemeindegebiet von Turtle Lake. Dabei handelt es sich um einen als Rail Trail bezeichneten kombinierter Wander-, Reit- und Fahrradweg auf der Trasse einer stillgelegten Eisenbahnstrecke. Der Weg kann auch mit Quads und Kleinkrafträdern sowie im Winter mit Schneemobilen befahren werden.
Die nächsten Flughäfen sind der Chippewa Valley Regional Airport in Eau Claire (106 km südöstlich) und der Minneapolis-Saint Paul International Airport (131 km südwestlich).

## Bevölkerung
Nach der Volkszählung im Jahr 2010 lebten in Turtle Lake 1050 Menschen in 492 Haushalten. Die Bevölkerungsdichte betrug 134,6 Einwohner pro Quadratkilometer. In den 492 Haushalten lebten statistisch je 2,13 Personen. 
Ethnisch betrachtet setzte sich die Bevölkerung zusammen aus 92,4 Prozent Weißen, 0,2 Prozent Afroamerikanern, 4,6 Prozent amerikanischen Ureinwohnern, 0,6 Prozent Asiaten sowie 0,5 Prozent aus anderen ethnischen Gruppen; 1,8 Prozent stammten von zwei oder mehr Ethnien ab. Unabhängig von der ethnischen Zugehörigkeit waren 1,7 Prozent der Bevölkerung spanischer oder lateinamerikanischer Abstammung. 
22,1 Prozent der Bevölkerung waren unter 18 Jahre alt, 60,6 Prozent waren zwischen 18 und 64 und 17,3 Prozent waren 65 Jahre oder älter. 52,0 Prozent der Bevölkerung waren weiblich.
Das mittlere jährliche Einkommen eines Haushalts lag bei 40.952 USD. Das Pro-Kopf-Einkommen betrug 19.090 USD. 14,4 Prozent der Einwohner lebten unterhalb der Armutsgrenze.